# イグナーツ・ザイペル
イグナーツ・ザイペル（ドイツ語: Ignaz Seipel、1876年7月19日 - 1932年8月2日）は、オーストリアの政治家、カトリック教会の神学者および司祭。

## 人物
ウィーン大学で神学の学位を取得後、司祭の傍らキリスト教社会党の活動に参加。オーストリア＝ハンガリー帝国時代に公共事業・福祉相を務め、オーストリア＝ハンガリー帝国の崩壊とそれに続くオーストリア第一共和国の成立に当たっては、君主制支持か共和制容認かで分裂の危機にあった党の取りまとめに奔走した。1922年に首相に就任するが、国際連盟の支持を得た通貨安定策が失業の悪化という結果を招き、1924年に辞職した。1926年に再度首相に就任するも、オーストリア社会民主党や労働組合との対立が激しく、護国団の武力を行使しての強硬策も批判を受け、1929年に辞任した。その後は国務長官を歴任しながら政界主流への復帰を探るも果たせず、パレスチナ旅行中に病を得て死去した。
ちなみにミュンヘン一揆の際に、（当時オーストリア国籍を持っていた）アドルフ・ヒトラーの強制送還を国籍の証明が疑わしいとして拒んでいる。